# Toumani Camara
Toumani Camara (Bruselas, 8 de mayo de 2000) es un baloncestista belga que pertenece a la plantilla de los Portland Trail Blazers de la NBA. Con 2,01 metros de estatura, juega en la posición de ala-pívot.

## Trayectoria deportiva

### Universidad
Jugó dos temporadas con los Bulldogs de la Universidad de Georgia, en las que promedió 9,3 puntos, 5,8 rebotes y 1,1 asistencias por partido. El 1 de abril de 2021 anunció que ingresaría en el portal de transferencia de la NCAA, afirmó que sentía que podría desarrollarse más mientras jugaba para un equipo diferente.
El 8 de abril de 2021, Camara se comprometió a jugar con los Flyers de la Universidad de Dayton. Jugño dos temporadas más, en las que promedió 12,4 puntos y 7,8 rebotes por encuentro. En su segunda temporada fue incluido en el mejor quinteto de la Atlantic 10 Conference y también en el mejor quinteto defensivo. El 25 de abril de 2023 anunció que se había declarado elegible para el draft de la NBA de 2023, renunciando así a su última temporada de elegibilidad universitaria.

#### Estadísticas
| Año     | Equipo  | PJ  | PT  | MPP  | %TC  | %3P  | %TL  | RPP | APP | ROB | TPP | PPP  |
| ------- | ------- | --- | --- | ---- | ---- | ---- | ---- | --- | --- | --- | --- | ---- |
| 2019–20 | Georgia | 32  | 23  | 24.0 | .494 | .172 | .625 | 4.3 | .7  | .6  | .6  | 6.6  |
| 2020–21 | Georgia | 25  | 25  | 28.4 | .486 | .263 | .621 | 7.7 | 1.6 | 1.2 | 1.1 | 12.8 |
| 2021–22 | Dayton  | 34  | 34  | 27.2 | .510 | .338 | .591 | 6.9 | 1.6 | .8  | .8  | 10.9 |
| 2022–23 | Dayton  | 34  | 34  | 30.0 | .546 | .363 | .669 | 8.6 | 1.7 | 1.2 | .8  | 13.9 |
| Total   | Total   | 125 | 116 | 27.4 | .513 | .307 | .631 | 6.9 | 1.4 | 1.0 | .8  | 11.0 |

### Profesional
Fue elegido en la quincuagésimo segunda posición del Draft de la NBA de 2023 por los Phoenix Suns, con los que firmó un contrato escalado de novato de cuatro años el 3 de julio de 2023.
El 27 de septiembre de 2023, es traspasado a Portland Trail Blazers en un intercambio entre tres equipos.
Durante su segundo año, fue elegido Defensor del Mes de febrero de la Conferencia Oeste. Al término de la temporada fue incluido en el segundo mejor quinteto defensivo de la NBA.

## Estadísticas de su carrera en la NBA

### Temporada regular
| Año     | Equipo   | PJ  | PT  | MPP  | %TC  | %3P  | %TL  | RPP | APP | ROB | TPP | PPP  |
| ------- | -------- | --- | --- | ---- | ---- | ---- | ---- | --- | --- | --- | --- | ---- |
| 2023-24 | Portland | 70  | 49  | 24.8 | .450 | .337 | .758 | 4.9 | 1.2 | .9  | .5  | 7.5  |
| 2024-25 | Portland | 77  | 77  | 32.8 | .456 | .370 | .722 | 5.8 | 2.2 | 1.5 | .6  | 11.3 |
| Total   | Total    | 147 | 126 | 29.0 | .453 | .359 | .738 | 5.4 | 1.8 | 1.2 | .6  | 9.5  |

## Vida personal
Su madre es belga de origen haitiano mientras que su padre es de Mali.